# Газаев, Руслан Герасимович
Русла́н Гера́симович Газа́ев (род. 12 ноября 1973) — российский дзюдоист, бронзовый призёр чемпионатов России, призёр командного чемпионата Европы. Оставил большой спорт.

## Спортивные результаты
- Чемпионат России по дзюдо 1995 — ;
- Кубок Чехии 1996, Прага — ;
- Московский международный турнир 1996 — ;
- Московский международный турнир 1997 — ;
- Московский международный турнир 1998 — ;
- Чемпионат России по дзюдо 2003 — .